# Die Strafe
Die Strafe is een in 1992 opgerichte Duitse punkband uit Mönchengladbach, die sinds hun oprichting steeds in dezelfde bezetting hebben gespeeld. De band heeft tot nu toe vier albums en meerdere singles uitgebracht. Die Strafe maakt minimalistische, melodieuze, soms donker benevelde punkrock met Duitse teksten.

## Bezetting
Huidige bezetting
- Alexander Strafe[2] (gitaar, zang, basgitaar, drums)
- Kai Strafe[3] (gitaar, zang, basgitaar, drums)
- Torsten Strafe[4] (gitaar, zang)

## Geschiedenis
Na het uitbrengen van de eerste 7" ep in 1994, welke songs door de band zelf met steun van zanger Junge van EA80 in de repetitieruimte en onder eigen regie werd uitgebracht, werden sommige fanzines en niet ten laatste ook Beri Beri Records uit Hamburg opmerkzaam op de band. Zo kwam daar een jaar later de eerste lp van de band uit bij dit label. Al een jaar later verscheen daar ook de tweede lp. Beide publicaties kwamen aanvankelijk uit op vinyl. Pas in 1996 werden beide albums ook op cd uitgebracht. Ofschoon Die Strafe sinds hun oprichting steeds weer optredens hadden in het hele land en feitelijk nooit werden ontbonden, was er een langere onderbreking in de publicaties, totdat in 2008 het derde album (als lp/cd) verscheen. In 2016 kwam dan het vierde album, deze keer als lp met mp3-download-code en cd.

## Discografie

### Singles en ep's
- 1994: Die Strafe (7" vinyl-ep, eigen produktie)
- 1996: Live (7" vinyl-ep, Beri Beri Records)
- 1998: Jeanny (7" vinyl-single, Beri Beri Records)
- 1998: Split met de band Einleben (7" vinyl-single, Beri Beri Records)
- 2010: Split met de band EA80 (5" vinyl-single, Slowboy)
- 2012: XX – 20 Jahre (10" vinyl, Beri Beri Records)
- 2017: IIIII IIIII IIIII IIIII IIIII (12" vinyl-ep met 3 songs op gouden vinyl, Major Label)

### Albums
- 1995: Strafe muss sein (lp, Beri Beri Records)
- 1996: Henry mit dem Spaten (lp, Beri Beri Records)
- 1999: Strafe muss sein (cd, Beri Beri Records)
- 1999: Henry mit dem Spaten (cd, Beri Beri Records)
- 2008: Schwarz (cd/lp, Beri Beri Records)
- 2015: Krunk (cd/lp, Major Label)